# Lista dos deputados estaduais de Santa Catarina – 9.ª legislatura (1979–1983)
Lista dos deputados estaduais de Santa Catarina - 9ª legislatura (1979 — 1983).

## Composição das bancadas
| Partido | Líder                    | Bancada | Posição  |
| ------- | ------------------------ | ------- | -------- |
| ARENA   | Otávio Gilson dos Santos | 23 / 40 | Governo  |
| MDB     | Casildo Maldaner         | 17 / 40 | Oposição |

## Deputados estaduais
| Número | Deputados estaduais eleitos   | Partido | Votação | Percentual | Cidade onde nasceu   | Unidade federativa |
| 11594  | Otávio Gilson dos Santos      | ARENA   | 25.530  |            | Paulo Lopes          | Santa Catarina     |
| 15312  | Delfim Peixoto Filho          | MDB     | 19.806  |            | Itajaí               | Santa Catarina     |
| 11876  | Artêmio Paludo                | ARENA   | 19.642  |            | Seara                | Santa Catarina     |
| 15123  | Casildo Maldaner              | MDB     | 19.434  |            | Carazinho            | Rio Grande do Sul  |
| 15773  | Francisco Küster              | MDB     | 18.746  |            | São Joaquim          | Santa Catarina     |
| 11236  | Júlio César                   | ARENA   | 18.264  |            | Itajaí               | Santa Catarina     |
| 15828  | Stélio Boabaid                | MDB     | 17.916  |            | Rosário              | Maranhão           |
| 11961  | Vasco Furlan                  | ARENA   | 17.401  |            | Tupanciretã          | Rio Grande do Sul  |
| 11772  | Aristides Bolan               | ARENA   | 16.873  |            | Maracajá             | Santa Catarina     |
| 11946  | Nagib Zattar                  | ARENA   | 16.510  |            | Joinville            | Santa Catarina     |
| 11907  | Heitor Sché                   | ARENA   | 16.100  |            | Rio do Sul           | Santa Catarina     |
| 15238  | Lauro André da Silva          | MDB     | 16.024  |            | Braço do Norte       | Santa Catarina     |
| 11689  | Aldo Pereira de Andrade       | ARENA   | 16.020  |            | Lages                | Santa Catarina     |
| 15798  | Manoel Carlos de Sousa        | MDB     | 15.776  |            | Orleans              | Santa Catarina     |
| 11223  | Epitácio Bittencourt          | ARENA   | 15.771  |            | Imaruí               | Santa Catarina     |
| 11573  | Moacir Bertoli                | ARENA   | 15.670  |            | Taió                 | Santa Catarina     |
| 11297  | Otacílio Pedro Ramos          | ARENA   | 15.571  |            | Joinville            | Santa Catarina     |
| 15730  | Álvaro Correia                | MDB     | 15.390  |            | Itajaí               | Santa Catarina     |
| 11852  | Sebastião Neto Campos         | ARENA   | 15.377  |            | Catalão              | Goiás              |
| 11754  | Saturnino Dadam               | ARENA   | 15.335  |            | Tijucas              | Santa Catarina     |
| 11978  | Antônio Henrique Bulcão Viana | ARENA   | 15.251  |            | Florianópolis        | Santa Catarina     |
| 15400  | Jorge Gonçalves da Silva      | MDB     | 15.220  |            | Lages                | Santa Catarina     |
| 15612  | César Moritz                  | MDB     | 15.086  |            | Brusque              | Santa Catarina     |
| 15145  | Eugênio Nicolau Stein         | MDB     | 15.042  |            | Santa Rosa           | Rio Grande do Sul  |
| 15910  | Genésio Tureck                | MDB     | 14.997  |            | Rio Negrinho         | Santa Catarina     |
| 15222  | Geovah Amarante               | MDB     | 14.515  |            | São Francisco do Sul | Santa Catarina     |
| 11790  | Venício Tortato               | ARENA   | 14.392  |            | Joaçaba              | Santa Catarina     |
| 11875  | Mário Cilião de Araújo        | ARENA   | 14.361  |            | Londrina             | Paraná             |
| 15717  | Cid Pedroso                   | MDB     | 14.352  |            | Campos Novos         | Santa Catarina     |
| 15103  | Nelson Carlos Locatelli       | MDB     | 14.114  |            | Lajeado              | Rio Grande do Sul  |
| 11740  | Waldomiro Colautti            | ARENA   | 14.112  |            | Ibitinga             | São Paulo          |
| 11777  | Horst Otto Domning            | ARENA   | 13.854  |            | Blumenau             | Santa Catarina     |
| 11739  | Martinho Ghizzo               | ARENA   | 13.580  |            | Tubarão              | Santa Catarina     |
| 11661  | Algemiro Manique Barreto      | ARENA   | 13.395  |            | Criciúma             | Santa Catarina     |
| 15462  | Murilo Canto                  | MDB     | 13.359  |            | Jaguaruna            | Santa Catarina     |
| 11685  | Neudy Massolini               | ARENA   | 13.198  |            | Serafina Corrêa      | Rio Grande do Sul  |
| 15267  | Aderbal Lopes                 | MDB     | 13.130  |            | São Francisco do Sul | Santa Catarina     |
| 11823  | Ivan Ranzolin                 | ARENA   | 12.561  |            | Lages                | Santa Catarina     |
| 11257  | Egídio Martorano              | ARENA   | 12.392  |            | São Joaquim          | Santa Catarina     |
| 15965  | Haroldo Ferreira              | MDB     | 12.256  |            | Foz do Iguaçu        | Paraná             |